# 22983 Schlingheyde
22983 Schlingheyde è un asteroide della fascia principale. Scoperto nel 1999, presenta un'orbita caratterizzata da un semiasse maggiore pari a 2,9461027 UA e da un'eccentricità di 0,0987198, inclinata di 0,76141° rispetto all'eclittica.